# Falowód mikrofalowy

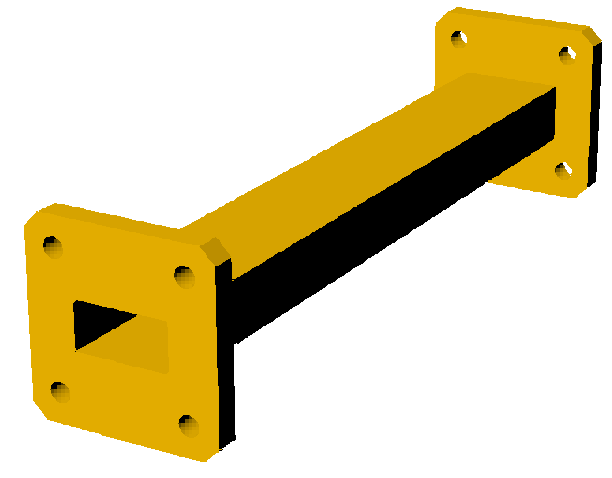
Odcinek falowodu prostokątnego

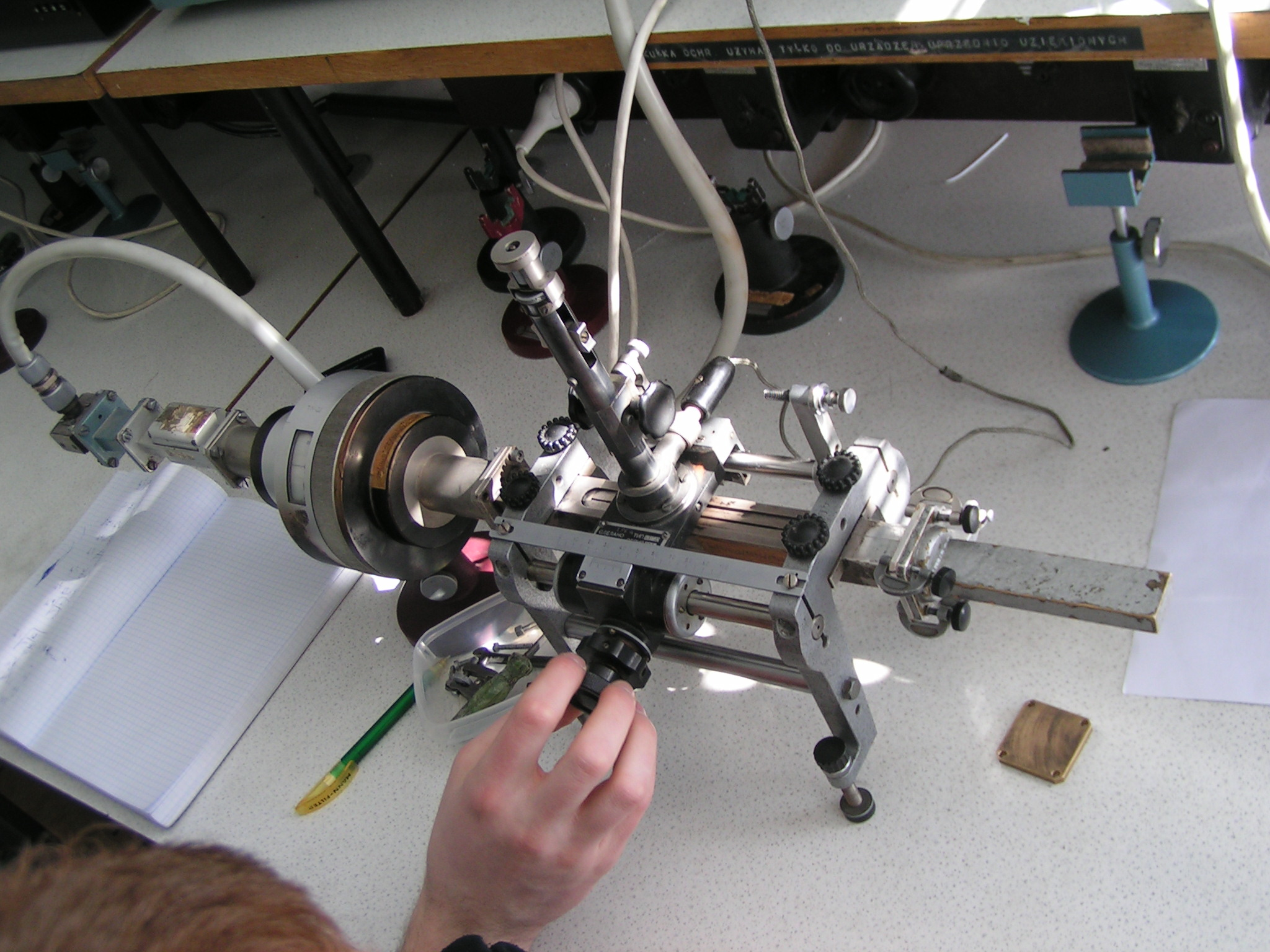
Falowód – linia pomiarowa

Falowód mikrofalowy – rodzaj falowodu, przeznaczonego do transmisji fal elektromagnetycznych z zakresu mikrofal i częstotliwości radiowych. Falowód mikrofalowy jest rodzajem linii transmisyjnej, która składa się z jednego przewodnika, służy głównie do połączenia nadajnika i odbiornika mikrofal z ich antenami, w urządzeniach takich jak kuchenki mikrofalowe czy radary.

## Historia
Jedną z pierwszych osób, która zakładała możliwość rozchodzenia fal elektromagnetycznych w zamkniętej, metalowej rurze był Oliver Heaviside. Jednak w 1893 roku odrzucił tę ideę twierdząc, że do prowadzenia energii elektromagnetycznej potrzebne są dwa przewodniki.
W 1897 roku John William Strutt teoretycznie wykazał, że propagacja fal jest możliwa w strukturach o przekroju kołowym i prostokątnym. Nie zostało to wtedy zweryfikowane doświadczalnie.
Falowody zostały ponownie odkryte w 1936 roku przez dwóch ludzi. Po eksperymentach przeprowadzonych w 1932 r. George C. Southworth z firmy AT&T przedstawił publikację dotyczącą falowodów. Na tej samej konferencji W. L. Barrow z MIT przedstawił artykuł o falowodzie cylindrycznym z eksperymentalnym potwierdzeniem propagacji fal elektromagnetycznych.

## Rodzaje falowodów
Podstawowe struktury:
- falowód prostokątny
- falowód cylindryczny
- falowód eliptyczny

Oprócz tego istnieje wiele ich modyfikacji, przykładowo:
- falowód grzbietowy
- linia płetwowa (ang. finline)
- falowody rowkowane

Pomimo powyższej, dość ogólnej definicji falowodami nazywa się także niektóre struktury, które składają się z więcej niż jednego przewodnika lub nie zawierają go wcale. Przykłady:
- linia koplanarna (ang. coplanar waveguide)
- falowód dielektryczny (na przykład światłowód)
- powierzchnia pomiędzy dwoma dielektrykami (prowadzi tzw. fale powierzchniowe)

## Zastosowania falowodów
Niegdyś falowody wraz z liniami współosiowymi były podstawowymi elementami w technice mikrofalowej. Stopniowo zostały one wyparte przez technologie planarne, w których mamy łatwość integracji linii z elementami aktywnymi. Obecnie używa się ich głównie w technice antenowej i zastosowaniach dużej mocy (na przykład w stacjach radiolokacyjnych).
W technice falowodowej można wytwarzać wszystkie podstawowe elementy mikrofalowe. Między innymi:
- sprzęgacze
- filtry
- dzielniki mocy
- tłumiki
- elementy niewzajemne: cyrkulatory, izolatory

W praktyce stosuje się falowody w wykonaniach standaryzowanych do konkretnych zakresów częstotliwości pozwalające na łączenie elementów falowodowych różnych producentów.

## Fizyka falowodów
Zjawiska fizyczne zachodzące w falowodzie różnią się istotnie od tych znanych z innych linii transmisyjnych. Podstawowe różnice:
- długość fali w falowodzie jest większa niż w przestrzeni swobodnej
- falowody charakteryzują się częstotliwością odcięcia
- w falowodzie nie może rozchodzić się fala typu TEM (ang. transverse electromagnetic).

### Długość fali w falowodzie
Zjawiska zachodzące w falowodzie możemy interpretować posługując się metodami optyki geometrycznej. W takim przypadku falę prowadzoną w falowodzie rozumiemy jako pęk promieni odbijających się od metalowych ścianek.
Widzimy, że można rozłożyć falę na superpozycję fal płaskich padających na ścianki pod odpowiednimi kątami. Ponieważ przesuwając się wzdłuż osi falowodu przesuwamy się pod pewnym kątem w stosunku do fal płaskich, zmiana fazy na jednostkowej długości będzie mniejsza niż liczba falowa w przestrzeni swobodnej. Z tego powodu długość fali jest większa w falowodzie niż w przestrzeni swobodnej (na przykład w próżni, lub innym izotropowym materiale).
Istotnie, rozwiązując równanie falowe możemy wykazać, że współczynnik propagacji β w falowodzie wyraża się zależnością:
{\displaystyle \beta ={\sqrt {k^{2}-k_{c}^{2}}},}
gdzie: {\displaystyle k} – liczba falowa w przestrzeni swobodnej
{\displaystyle k_{c}} – liczba falowa w przestrzeni swobodnej na częstotliwości odcięcia.
Z tego wzoru wynika zależność na długość fali {\displaystyle \lambda _{g}{:}}
{\displaystyle \lambda _{g}={\frac {\lambda }{\sqrt {1-\left({\frac {\lambda }{\lambda _{c}}}\right)^{2}}}},}
gdzie: {\displaystyle \lambda } – długość fali w przestrzeni swobodnej
{\displaystyle \lambda _{c}} – długość fali w przestrzeni swobodnej na częstotliwości odcięcia.
Rzeczywiście, od razu widzimy, że {\displaystyle \lambda _{g}>\lambda .}
Musimy uświadomić sobie jakie implikacje wynikają z tego faktu. Załóżmy, że mamy falowód wypełniony powietrzem. Prędkość fali w przestrzeni swobodnej będzie wtedy niemalże równa prędkości światła w próżni. Prędkość fazowa będzie równa:
{\displaystyle v_{p}={\frac {\omega }{\beta }}={\frac {\omega }{\frac {2\pi }{\lambda _{g}}}}={\frac {\omega }{2\pi }}\lambda _{g}.}
Nietrudno zauważyć, że:
{\displaystyle v_{p}={\frac {\omega }{2\pi }}\lambda _{g}>{\frac {\omega }{2\pi }}\lambda =c.}
Zatem prędkość fazowa fali jest większa niż prędkość światła w próżni.
Czy jest to naruszenie szczególnej teorii względności? Niekoniecznie. Lepiej założyć, że szczególna teoria względności jest słuszna. Wniosek z tego jest następujący: prędkość fazowa nie jest prędkością rozchodzenia się energii.
Jeśli ktoś nie czuje się przekonany do powyższego rozumowania musi uświadomić sobie, że nie ma żadnego powodu by uważać prędkość fazową za prędkość rozchodzenia się energii. Prędkość fazową wprowadza się dla monochromatycznej fali płaskiej. Fala taka nie ma początku ani końca i ‘wypełnia’ całą przestrzeń swoją energią. W ten sposób trudno istotnie stwierdzić z jaką prędkością ta energia się rozchodzi.
Prędkość fazowa jest przykładem ‘prędkości wirtualnej’. Określa ona zależności fazowe pomiędzy różnymi punktami przestrzeni. Nie określa prędkości rozchodzenia energii.
Okazuje się, że prędkość grupowa fali w falowodzie jest już mniejsza od prędkości światła. Istotnie, możemy napisać następujące zależności:
{\displaystyle v_{g}={\frac {d\omega }{d\beta }}=\left({\frac {d}{d\omega }}{\sqrt {\left({\frac {\omega }{c}}\right)^{2}-k_{c}^{2}}}\right)^{-1}=c{\sqrt {1-\left({\frac {k_{c}}{k}}\right)^{2}}}.}
Widzimy, że prędkość grupowa jest mniejsza od prędkości światła. Ponadto dla częstotliwości dużo większych od częstotliwości odcięcia mamy:
{\displaystyle v_{g}\approx v_{p}\approx c.}